# Rechle u Plavu
Rechle jsou stavidla v zákrutě řeky Malše na rozhraní katastrálních území obcí Plav a Doudleby. Sloužila k zachycení plaveného dřeva. Rechle byly v roce 2007 prohlášeny Ministerstvem kultury České republiky kulturní památkou Česka. Zařízení je v majetku Povodí Vltavy.

## Historie
Pro přepravu dříví z buquoyských lesů u Nových Hradů byly budovány vodní dopravní cesty. Z nařízení hraběte Františka Leopolda Buquoye začal v roce 1778 inženýr J. F. Riemer upravovat a regulovat vodní toky, stavět jezy, propustě atd. Cílem bylo dostat dřevo k Vltavě, kde se vázalo do velkých vorů a plavilo ku Praze. Plavením úzkých vorů po Malši docházelo k rozbití vorů nebo bylo plaveno krátké dřevo. Ke zvládnutí zadržení náporu plaveného dřeva před skladem u Červeného Dvora v Českých Budějovicích byla postavena zdrž u Plav. Jednoduchá konstrukce z řetězů a dřevěných pilot na zachycení dřeva se budovala vždy na jaře před každým plavením. Lepší zařízení – rechle – bylo postaveno v letech 1895–1896. Zdrž mohla postupně uvolňovat zachycené naplavené dříví ke skladu u Červeného Dvora, kde bylo vyloveno a dále tříděno podle druhu a kvality nebo se úzké vory převazovaly na větší pro plavení po Vltavě.
Projekt vypracovaný zemským inženýrem Johannem Jirsíkem byl schválen pražským místodržícím 11. července 1895. Stavba byla zahájena téhož roku a byla financována velkostatkem Nové Hrady hraběte Karla Buquoye. Stavbu provedl inženýr Augustin Procházka za 30 000 zlatých.
Při povodních v roce 2002 dosahovala voda až k úrovni mostu.

## Popis
Za zákrutou řeky Malše byla postavena železná lávka na dvou pilířích. Pravobřežní pilíř tvořila částečně upravená skála, střední a levobřežní pilíř byl vyzděn z řádkového zdiva, které tvořily pravidelné kvádry s pemrlovaným povrchem. Pod lávkou byly dva průtočné otvory se světlostí 18,2 m. Levý otvor měl dřevěné brlení z česlic. V pravém bylo instalovány pohyblivé železné česle složené ze čtyř částí. Jednotlivé části byly spouštěny řetězy pomocí ručních vrátků. Pohyblivými česlemi se reguloval přísun plaveného dřeva ke skladu. Vrátky s kónickými bubny a ozubenými převody byly ovládané klikami, takže šlo podle potřeby spouštět jednotlivé díly nebo všechny najednou. Nosnou část tvořila železná lávka ze dvou nýtovaných diagonálně ztužených železných nosníků. Nosníky mají tvar písmene I a jsou vysoké 650 mm.

## Okolí
- Přes rechle vede zeleně značená turistická stezka z Plavu do Doudleb a cyklotrasa č. 1018.
- Na pravém břehu na skále stojí socha svatého Jana Nepomuckého.[7]